# Bolívia nos Jogos Pan-Americanos de 1991
A Bolívia competiu na 11º edição dos Jogos Pan-Americanos, realizados na cidade de Havana, em Cuba. O taekwondista William Arancibia ganhou uma medalha de prata, sendo a única medalha boliviana nestes jogos, e a primeira do país na história dos Jogos Pan-Americanos.